# Teyl luculentus
Teyl luculentus là một loài nhện trong họ Nemesiidae.
Teyl luculentus được miêu tả năm 1975 bởi Main.